# Ostoriusz Skapula
Publiusz Ostoriusz Skapula, łac. Publius Ostorius Scapula (zm. 52 r.) – rzymski polityk i wojskowy, namiestnik Brytanii.

## Życiorys
Prawdopodobnie był konsulem w 45 roku, jednak przebieg jego kariery sprzed 47 roku, gdy został namiestnikiem Brytanii, pozostaje nieznany. Skonsolidował rzymską władzę w Brytanii, pacyfikując kilka podbitych wcześniej plemion, i najechał północną Walię, ale zmuszony był wycofać się wskutek wybuchu powstania Brygantów. Skierował Legion XX z Camulodunum do udziału w kampanii wojennej przeciw Sylurom i Ordowikom, co pozwoliło na pokonanie Karatakusa, lecz nie zakończyło walk. Otrzymał ornamenta triumphalia; zmarł w 52 roku.